# Дубница-над-Вагом
Ду́бница-над-Ва́гом (словац. Dubnica nad Váhom, нем. Dubnitz an der Waag, венг. Máriatölgyes) — город в северо-западной Словакии, лежащий на реке Ваг. Население — около 24 тыс. человек.

## История
Дубница впервые упоминается в 1193 году. До XIX века была незначительным поселением. Именно тогда здесь начали появляться первые мастерские и цеха.
Большие изменения пришли в 1928, когда здесь открылся один из оружейных заводов фирмы Шкода и Дубница стала одним из крупнейших арсеналов Чехословакии (а после немецкой оккупации страны — Третьего рейха).
В 1988 году началась конверсия производства, однако в дальнейшем здесь началось производство оружия на экспорт. Специализацией оружейного завода ZTS является артиллерийское вооружение (он имеет производственные мощности по выпуску 120-мм минометов, артиллерийской части 155-мм самоходной гаубицы «Зузана» и 152-мм орудий для самоходной гаубицы «Дана», боевого модуля «Кобра» с 30-мм пушкой 2А42, устанавливаемого на БТР или БМП, а также другого пушечного вооружения).

## Население
| Год:                | 1994   | 2004    | 2014    | 2024     |
| ------------------- | ------ | ------- | ------- | -------- |
| Количество человек: | 26 025 | 25 734  | 24 721  | 21 732   |
| Разница:            |        | −1,11 % | −3,93 % | −12,09 % |

## Достопримечательности
- Костёл св. Иакова
- Замок

## Города-побратимы
Дубница-над-Вагом имеет четыре городов-побратимов:
- Вац, Венгрия
- Завадзке, Польша
- Отроковице, Чехия
- Ярославль, Россия